# Gemeenteschool Hoge Morsweg
De Gemeenteschool Hoge Morsweg is een voormalige lagere school met onderwijzerswoning aan de Hoge Morsweg 117 respectievelijk 115 van de Nederlandse stad Leiden. De school, die toen nog gelegen was in de gemeente Oegstgeest is in 1879 gebouwd naar een ontwerp van de Leidse architect W.C. Mulder (Hooigracht, Leiden). Op advies van de onafhankelijke Monumentenselectiecommissie heeft B en W van Leiden op 26 juni 2012 besloten de school met onderwijzerswoning aan te wijzen als beschermd gemeentelijk monument.

## Cultuurhistorische context
De school vormt een nu zeldzaam geworden combinatie van (voormalige) dorpsschool met onderwijzerswoning. In Leiden en omgeving is alleen de voormalige dorpsschool met woning aan de Herenstraat 64 en 62 (voorheen Zoeterwoude) nog vergelijkbaar.
De school dankt zijn ontstaan aan de vestiging van Leidenaren buiten de toenmalige (krappe) gemeentegrens (de stad Leiden werd toen nog begrensd door de huidige singels). Uit het buurtje dat ontstaan was bij de Hoge Morsweg gingen de meeste kinderen nog steeds in Leiden naar school, omdat de dorpsschool in Oegstgeest veel verder weg lag. Leiden vond dat hiermee de lasten van het onderwijs ongelijk verdeeld werden en stelde op 1 januari 1878 voor, dat Oegstgeest 25 gulden per jaar per kind zou moeten betalen. Oegstgeest besloot echter zelf zorg te dragen voor een nieuwe school. De nieuwe school werd aangemerkt als centrumschool. Dat betekende dat de leerlingen een kleine bijdrage moesten betalen, namelijk 1 cent per kind per dag. De school kreeg daarom de bijnaam "centenschool".
De hoofdonderwijzer genoot vrij wonen in de onderwijzerswoning, die toen nog binnendoor verbonden was met het schoolgebouw. Dat was een belangrijke aanvulling op zijn salaris, dat in 1880 ongeveer 400 gulden per jaar bedroeg. Een andere hoofdonderwijzer, die geen dienstwoning kon krijgen, kreeg daarom namelijk zelfs een extra vergoeding van 350 gulden voor een jaar.
De school had een belangrijke functie in het grensgebied tussen de gemeente Oegstgeest en de gemeente Leiden. Het oorspronkelijk landelijke gebied veranderde geleidelijk in een stedelijke omgeving, die echter pas in 1966 door Leiden geannexeerd werd, waarna hier het uitbreidingsplan Morskwartier gerealiseerd werd.

## Typologie en bouwgeschiedenis
De school heeft een rechthoekige plattegrond, waarvan de lange zijde evenwijdig aan de Hoge Morsweg ligt. Daarmee is de school te typeren als een dwarspand, met de entree in de lange voorgevel. Dat was gebruikelijk voor schoolgebouwen uit de periode 1860-1880 (na 1880 wordt de zogenaamde corridorschool de norm; hierbij bevindt de hoofdingang zich op de kopse kant) en architect Mulder heeft zich bij zijn ontwerp mogelijk laten inspireren door de MULO der tweede klasse voor jongens op de Aalmarkt uit 1862, dus voordat deze school in 1874 werd verhoogd. De school op de Aalmarkt had behalve een entree in de brede voorgevel, boven de entree ook een vergelijkbaar driehoekig veld met een gebogen tekstveld en tandlijsten onder de dakgoot.
De school is een eenvoudig gebouw van één bouwlaag met muren van baksteen en een dak van rode en grijze dakpannen. In eerste instantie was het schoolgebouw symmetrisch met in het midden de entree. Het bestond uit twee lokalen onder een schilddak en aan de voorzijde een lager en platgedekt bouwdeel voor de gang. Bij een uitbreiding in 1900 werd ter linkerzijde een lokaal aangebouwd en is ook de gang verlengd.
Voor de school lag een schoolplein. Op een ansichtkaart is te zien, dat er rond 1910 een keurig hekje omheen stond.
De onderwijzerswoning ligt ter rechterzijde van het schoolgebouw. Het heeft twee verdiepingen, waarvan de zolder onder een zadeldak ligt. De daknok staat in tegenstelling tot die van de school dwars op de weg.

## Later gebruik
In de jaren zestig is het gebouw in gebruik genomen als schuimplasticfabriek met opslag. Toen is ook het lokaal aan de rechterzijde verbouwd tot woning. In september 1999 volgde een interne verbouwing ten behoeve van het onderbrengen van het drukkerijmuseum. Het museum werd alweer in 2002 gesloten. Het schoolgebouw is nog steeds eigendom van de gemeente Leiden en wordt nog slecht als opslagruimte gebruikt. Het is in slechte staat van onderhoud.
De onderwijzerswoning is overgegaan in particulier bezit en dient nog steeds als woonhuis. In tegenstelling tot het schoolgebouw is de woning in goede staat van onderhoud.

## Galerij

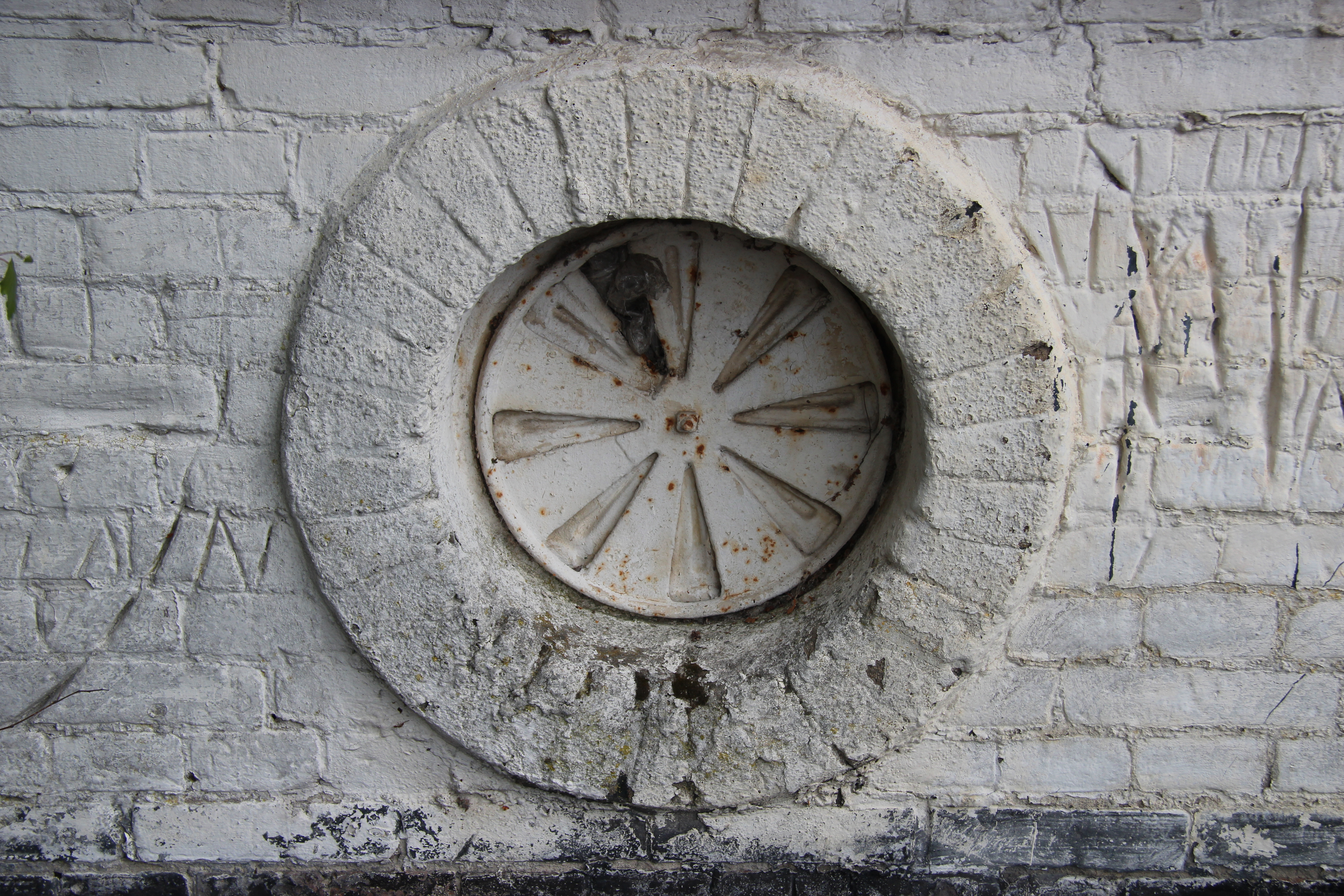
Een ventilatierooster aan de voorgevel
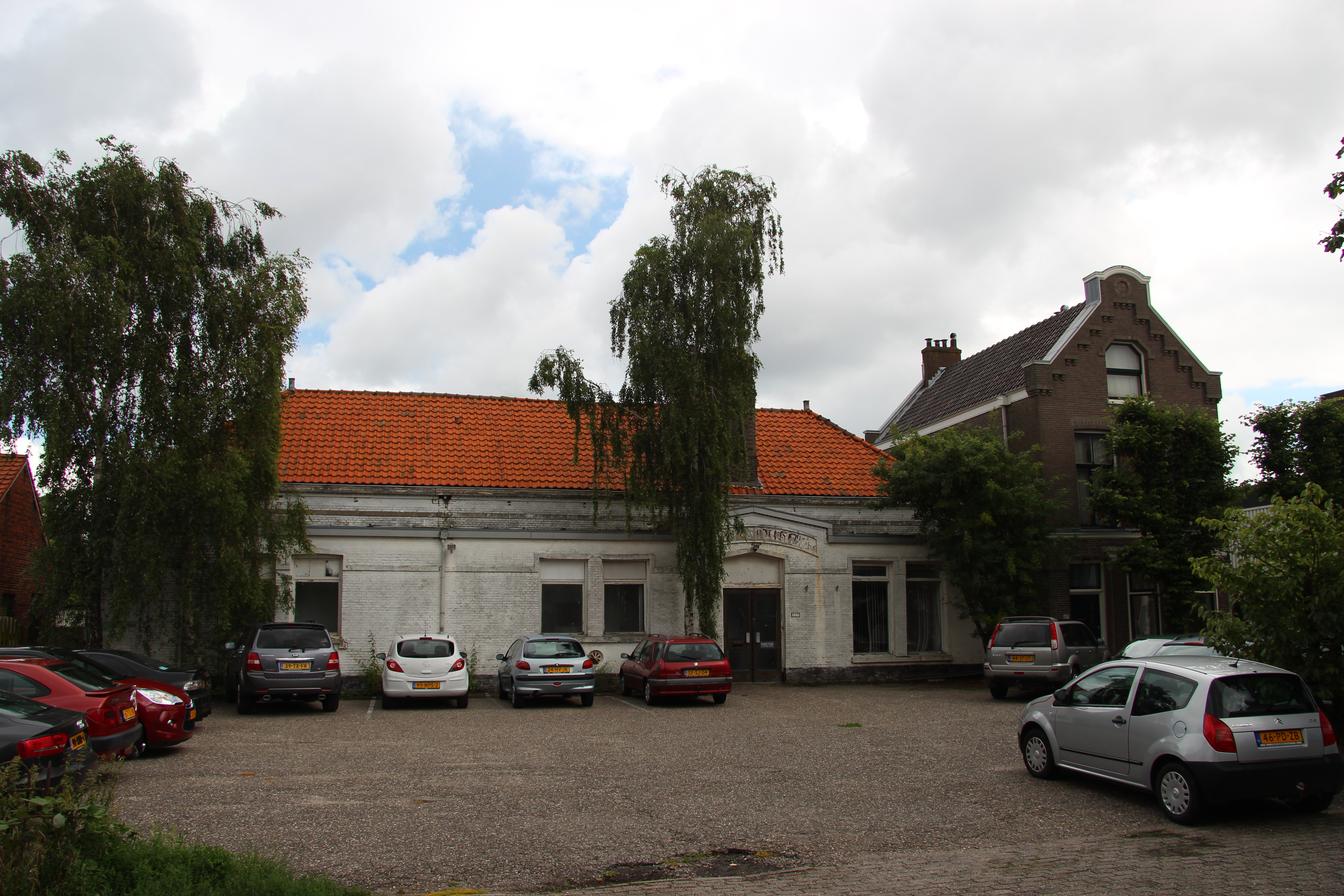
Het voormalige schoolplein dient nu als parkeerterrein
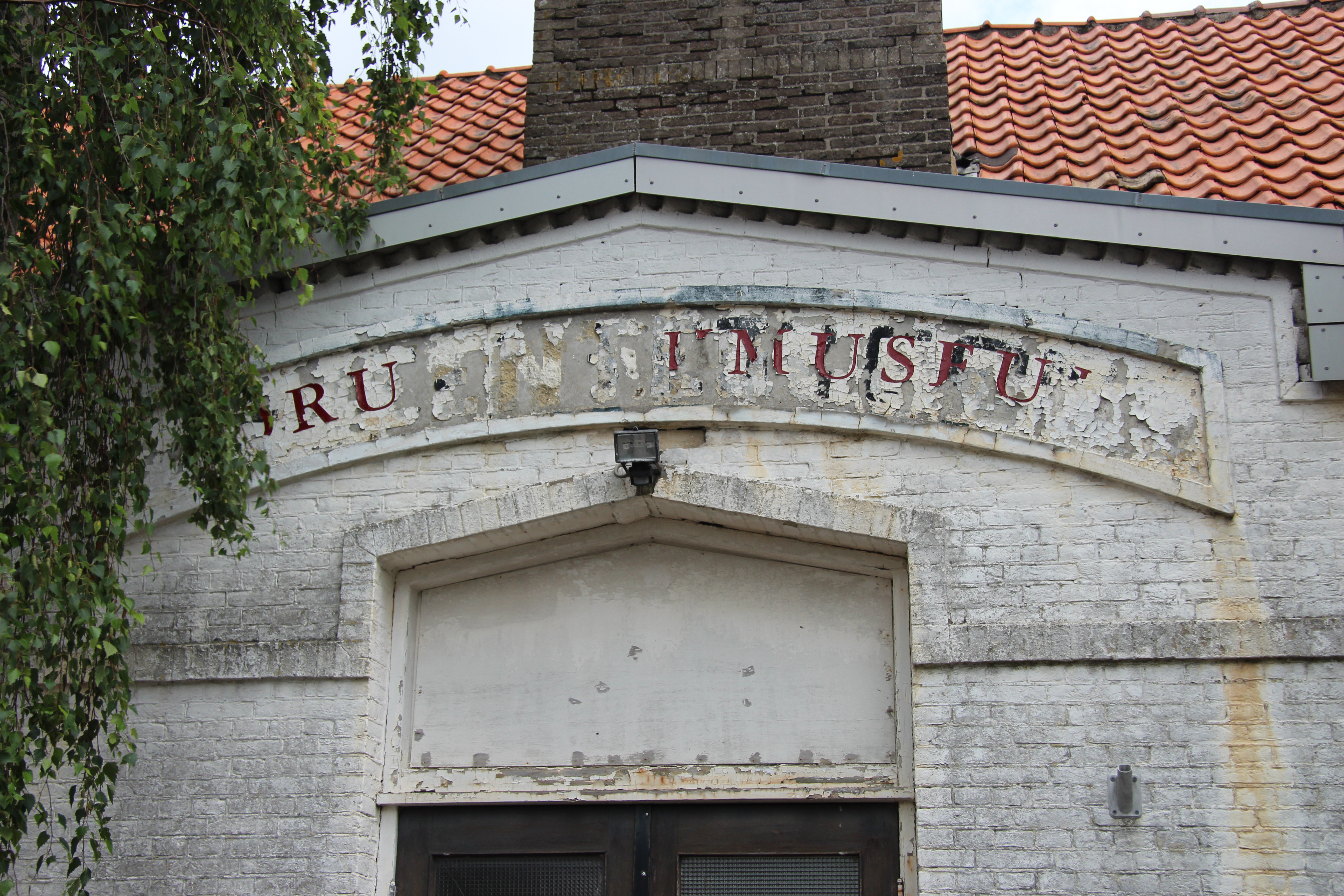
Nauwelijks leesbaar boven de voordeur: Gemeenteschool